# Vauvert (Paris)

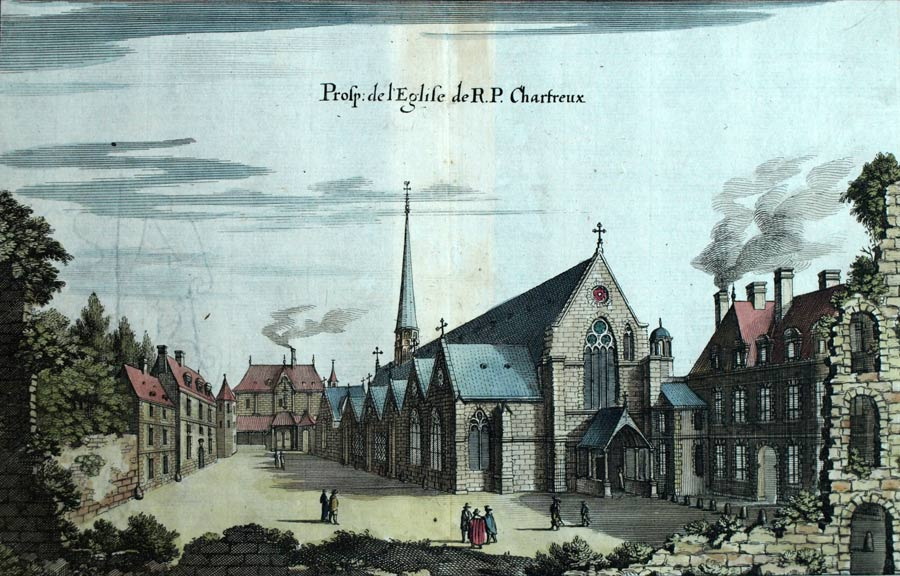
Die Chartreuse de Paris um 1660

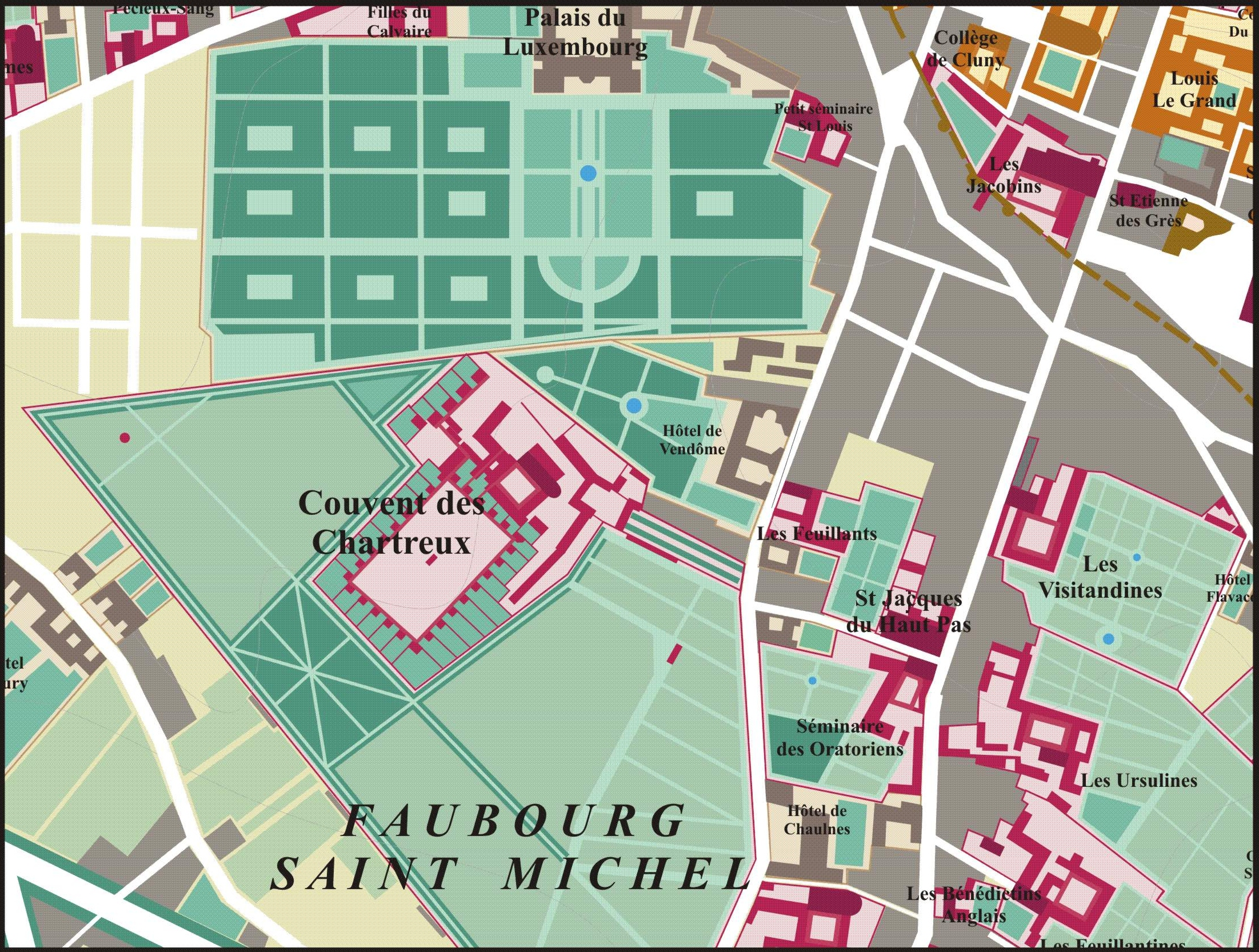
Die Lage des Kartäuserklosters um 1790

Vauvert ist die mittelalterliche Bezeichnung für ein Gelände im 6. Arrondissement von Paris, das etwa dem heutigen Jardin du Luxembourg entspricht.

## Geschichte
Im 11. Jahrhundert entschied König Robert der Fromme († 1031), sich außerhalb der Stadt niederzulassen, und wählte dafür die mit Weinstöcken bewachsene Talmulde Vauvert (von val vert, grünes Tal). Nach seinem Tod wurde die Residenz bald wieder aufgegeben und wurde schnell ein verrufener Ort. Das verfallene Gemäuer diente als Unterschlupf für Bettler und Wegelagerer, Spukgeschichten machten bald die Runde, Vauvert wurde dem Teufel zugeordnet, so dass bald der Begriff Diable Vauvert aufkam, der zu Diable Vert verkürzt wurde.
Die Franziskaner, die sich 1217 in Saint-Denis niedergelassen hatten, zogen einige Jahre später nach Vauvert um, aber schon 1230 näher an die Stadt heran, in den Couvent des Cordeliers am Stadttor Porte Saint-Germain in der heutigen Rue de l’École de Médécine.
König Ludwig der Heilige gab das Gelände 1257 den Kartäusern, die hier eine Kartause einrichteten, die Chartreuse de Vauvert oder Chartreuse de Paris. Der Konvent bestand bis zur Französischen Revolution und war wegen seiner Pflanzungen im Süden des Jardin du Luxembourg berühmt.